# Бета-разпад
Бета-разпадът в атомната и ядрената физика е вид радиоактивен разпад, при който се излъчва бета-частица – електрон (β−) или позитрон (β+). Когато се излъчва електрон, реакцията се нарича бета-минус-разпад, а когато се излъчва позитрон – бета-плюс-разпад.
При β−-разпада неутрон (n0) се превръща в протон (p+), излъчвайки електрон (e−) и антинеутрино ({\displaystyle {\bar {\nu }}_{e}}):
{\displaystyle n^{0}\rightarrow p^{+}+e^{-}+{\bar {\nu }}_{e}}.
При β+-разпада е необходима енергия, за да се превърне протонът в неутрон, позитрон (e+) и неутрино ({\displaystyle \nu _{e}}):
{\displaystyle \mathrm {energy} +p^{+}\rightarrow n^{0}+e^{+}+{\nu }_{e}}.
Когато протонът и неутронът са част от атомното ядро, бета-разпадът води до превръщане на един химически елемент в друг. Примери:
{\displaystyle \mathrm {{}^{1}{}_{55}^{37}Cs} \rightarrow \mathrm {{}^{1}{}_{56}^{37}Ba} +e^{-}+{\bar {\nu }}_{e}} (β−-разпад);
{\displaystyle \mathrm {~_{11}^{22}Na} \rightarrow \mathrm {~_{10}^{22}Ne} +e^{+}+{\nu }_{e}} (β+-разпад);
{\displaystyle \mathrm {~_{11}^{22}Na} +e^{-}\rightarrow \mathrm {~_{10}^{22}Ne} +{\nu }_{e}} (електронен захват).